# BBC Radio 1
BBC Radio 1 és un servei radiofònic nacional de la BBC. Temàticament està dedicada a música popular i juvenil, dirigida especialment a joves entre 16 i 24 anys.

## Història
Radio 1 va ser concebuda com una resposta directa a la popularitat de les estacions de ràdio pirates offshore com Radio Caroline i Radio London, que havien estat prohibides per la llei del Parlament. El nou servei va ser promogut inicialment a l'estiu de 1967 per Trails (amb la veu de Kenny Everett) que s'hi referia com "Radio 247", el títol temporal de l'estació.
El primer DJ a retransmetre a la BBC Radio 1 va ser Tony Blackburn. El seu estil personal va fer que es guanyés un lloc en la franja horària matinal, coneguda com "Radio 1 Breakfast Show". Aquest programa d'esmorzar ("Breakfast" show), o millor dit, aquesta franja horària, és la més preuada i premiada en la programació de BBC Radio 1, on cada canvi de presentador d'aquest programa crea gran interès en els mitjans.
El primer disc punxat complet va ser Flowers in the Rain de The Move.
Entre els DJs i presentadors inicials hi havia el llegendari John Peel, i alguns contractats des emissores pirates, com Ed Stewart, Ferry Woggan, Jimmy Young, Dave Cash, Kenny Everett, Simon Dee, Pete Murray i Bob Holness.
En un principi, l'emissora no era popular entre part de la seva audiència, que no veien positivament el fet que la majoria de la programació estigués compartida amb BBC Radio 2 i que estigués clarament dirigida a un públic més jove.
Tot i diferents problemes financers, durant es anys següents va anar guanyant audiència (tot i que cal també destacar que va beneficiar-la la falta de competència: Independent Local Radio no va iniciar les seves emissions fins a l'any 1973 i més, li va costar força anys donar cobertura a tot el Regne Unit). Va tenir audiències de més de 10 milions d'oients en alguns dels seus programes.
Inicialment, Radio 1 emetia als 1.214 kHz de l'ona mitjana (o 247 metres, com es referien a l'època) i el 23 de novembre de 1978 es va moure als 1053/1089 kHz (275/285 metres). Era l'única emissora nacional de la BBC sense una freqüència FM. Durant els anys 70 i principis dels 80, se li va permetre agafar els transmissors de BBC Radio 2 durant unes hores a la setmana, principalment per al Top 40 de la llista de singles dels diumenges a la tarda i per a alguns programes nocturns. El 1988, les freqüències 97-99 MHz van entrar en servei quan va canviar la política d'assignació, de manera que Radio 1 les va adquirir per a la seva xarxa d'emissores FM nacional.
En l'actualitat, Radio 1 pot sentir-se en DAB, Freeview, Virgin Media, Sky Digital i Internet, així com en FM. El 2005, Sirius Satellite Radio va començar a emetre simultàniament (simulcast) per Estats Units i Canadà amb cinc hores de retard perquè els oients de la zona horària de l'est dels Estats Units puguin sentir aquesta emissora a la mateixa hora que els oients del Regne Unit.

## Chart Show
És el programa on es retransmet el Top 40 dels singles més comprats i descarregats legalment per Internet en ordre decreixent. El Chart Show de Radio 1 s'emet els diumenges de 4 a 7 de la tarda. Sempre ha acabat a aquesta hora, però el format ha variat considerablement de durada i hora d'inici. Des de 2002, el xou es presenta per Jason King i Joel Ross, més coneguts com a JK & Joel, i té un nou format. Aquest ja no emet tots els 40 singles del top, sinó que emet el top 20 sencer, a més d'una selecció de singles situats entre els llocs 21 i 40, i també, entrevistes i continguts diversos. La llista d'èxits és compilada per The Official UK Charts Company. Radio 1 és, per tant, l'única emissora a emetre la llista de singles "oficial" de Regne Unit.
Els nous locutors per al programa són Reggie i Fern, l'horari segueix sent el mateix, i novament es presenten els 40 temes en forma decreixent. Es pot escoltar en directe per la pàgina web de Radio 1.

## Música
Mentre que la majoria de les emissores comercials se centren en un tipus de música en concret, com a música dels 80 "rock clàssic", Radio 1 disposa d'una barreja diversa de cançons actuals, incloent música independent o alternativa, rock, house i/o electrònica, drum'n'bass, música del món i pop.
A causa de restriccions en la quantitat de música comercial que es podia emetre per ràdio al Regne Unit fins a 1988, l'emissora ha enregistrat gran quantitat d'actuacions i sessions d'estudi a través dels anys, moltes de les quals han tingut sortida al mercat en format de LP i CD.
Radio 1 ha organitzat i emès concerts exclusius de grups com Arctic Monkeys, Kaiser Chiefs i My Chemical Romance, i més recentment, The White Stripes, pel que van anomenar "Dimecres dels White Stripes" (White Stripes Wednesday).

## Programació
Aquests són els programes que es troben en la seva programació, classificats per tipus de música:

### Daytime
(Durant el dia, en aquests programes es punxa bàsicament la música dels playlists de l'emissora)
- The Radio 1 Breakfast Show. Programa estrella de l'emissora. Presentat per Nick Grimshaw cada matí de 6:30 a 10 (hora britànica).
- Clara Amfo. Amb Clara Amfo. Nova música, música en directe, notícies i convidats famosos. Conté el famós Live Lounge, en el qual l'artista o grup convidat interpreta l'últim èxit que estigui promocionant, a més de versionar una cançó favorita que pertanyi a un altre artista o grup. Tots els dies de 10 a 13 hores.
- Scott Mills. Interactivitat i música de la mà d'Scott Mills. També es parla de pel·lícules i hi ha entrevistes. Al migdia, d'1 a 4 de la tarda.
- Greg James. Amb Greg James, la millor música, trucades en directe, "Flirt divertit", bromes ... A la franja del "drive-time" (hora en què es torna la feina a casa), dilluns a dijous de 4 a 7 de la tarda.
- Dev & Alice. La música preferida dels oients. De divendres a diumenge de 6 a 10 del matí.
- Radio 1's Greatest Hits. Una àmplia barreja de les cançons més estimades dels últims anys, moltes de les quals no es reprodueixen periòdicament a BBC Radio 1. De divendres a diumenge de 10 del matí a 1 del migdia. Maya Jama acull divendres i dissabtes, mentre que Jordan North acull els diumenges.
- Matt & Mollie. De divendres a diumenge d'1 a 4 de la tarda.
- Adele Roberts. Amb Adele Roberts. Trucades en directe, música i notícies de 4 a 6:30 del matí.
- The Official Chart with Scott Mills. Les 40 cançons més grans del Regne Unit amb només els més alts escaladors / fallers es juga. El top 10 es juga íntegrament després de 5. Divendres de 4 a 5:45 de la tarda.
- Radio 1's Dance Anthems. Un programa que punxar els èxits del dance/pop/house que sonaran durant el cap de setmana. Allotjat per Scott Mills de 6 a 7 de la tarda cada divendres i MistaJam de 4 a 7 de la tarda cada dissabte.
- Radio 1's Life Hacks with Katie & Cel. Diumenge de 4 a 7 de la tarda.

### Dance
- Annie Mac. Música electrònica i dance de la mà d'Annie Mac. Les funcions habituals inclouen "Hottest Record", "New Names", "Party Playlist", "Live Gigs", "Mini Mix" i "Power Down Playlist". Cada nit de 7 a 9 del vespre.
- Pete Tong. "El començament oficial del cap de setmana" (com en diuen a l'emissora), per part de Pete Tong, el DJ estrella de la cadena. El millor de la música de ball. Divendres de 9 a 11 del vespre.
- Danny Howard. Danny Howard barreja dues hores de les pistes electròniques més grans del moment. Divendres de 11 a 1 del vespre.-
- Essential Mix. Els millors DJs del món punxen per Ràdio 1. Cada matí del dissabtes, de 4 a 6.
- B.Traits. Una barreja d'avantguarda i profunda de casa i techno europeus. Cada matí del dissabtes, de 1 a 4.
- Radio 1's Asian Beats. Programa ple de ritmes urbans asiàtics, com el drum and bass, amb Kan D Man i DJ Limelight. Cada matí del diumenges, de 1 a 4.
- Radio 1's Specialist Chart. Phil Taggart explica les 10 pistes noves més grans de DJs nocturns de BBC Radio 1. Dimarts de 3 a 4 de la matinada.
- Annie Nightingale. Breakbeat, grime i música electrònica. Nit de dimarts a dimecres, de 1 a 3 de la matinada.
- Monki. Monki s'estén el cap de setmana amb grans pistes de festa. Les funcions habituals inclouen "Monday Club Caller", "After Party Playlist", "Lights on Mix" i "In Control". La nit de diumenges a dilluns de 1 a 4 de la matinada.
- Benji B. Música experimental. Amb Benji B, la nit de dimecres a Dijous de 1 a 3 de la matinada.
- René LaVice. El millor drum and bass. Dilluns de 1 de la nit a les 3 de la matinada de dimart.
- Radio 1's Artist Takeover. Un gran artista pren el control de la BBC Radio 1 durant una hora i reprodueix els seus favorits. Tots els dilluns de 3 de la matinada.
- Radio 1's Residency. 2 DJs residents (en rotació: TQD, Jubilee, The Black Madonna, Bradley Zero, Artwork, TOKiMONSTA, James Blake i Mura Masa) pren el control de la BBC Radio 1, cadascuna d'una hora, i reprodueix els seus favorits. Tots els dijous de 11 a 1 del vespre.
- Diplo and Friends. Dissabtes de 11 a 1 del vespre.
- Radio 1's Chillest Show. Phil Taggart interpreta temes de chillout, ambient i downtempo. Diumenges de 10 a 1 del vespre.

### Rock
- Radio 1's Rock Show. Daniel P. Carter presenta el millor rock i metall, amb actuacions en directe i convidats. Diumenge de 7 a 10 del vespre.
- Huw Stephens. El nou rock del Regne Unit. De dilluns a dimecres de 11 a 1 del vespre.

### Hip-Hop i R & B
- Toddla T. El millor hip-hop, dancehall i R & B. Tots els divendres de 1 a 3 de la matinada.
- 1 Xtra Takeover with DJ Target. L'emissora germana de Ràdio 1 (1Xtra) agafa les regnes de l'emissió de Ràdio 1, amb la seva millor música (urbana: hip-hop, R & B, dancehall ...). Els dissabtes, de 7 a 9 del vespre.
- 1 Xtra's Rap Show with Charlie Sloth. El millor rap i hip-hop. Els dissabtes, de 9 a 11 del vespre.
- The 8th with Charlie Sloth. El millor hip-hop i grime. Nits de dilluns a dijous, de 9 a 11 del vespre.

## Newsbeat (Noticiari)
Ràdio 1 té l'obligació de servir de servei públic, així que emet notícies, a través dels seus butlletins diaris a diferents hores del dia (Newsbeat). Hi ha petits resums dels titulars del dia cada hora i mitja, a més de dos butlletins de 15 minuts a les 12.45 i 17.45. La presentadora principal és Georgina Bowman, juntament amb David Garrido llegint les notícies esportives. No obstant això, hi ha altres presentadors, com Dominic Byrne i Carrie Davies, que llegeixen les notícies (generals i esportives, respectivament) a The Chris Moyles Show i Mark Chapman, que llegeix les notícies esportives per les tardes i al Scott Mills Show.